# Roy Edward Disney

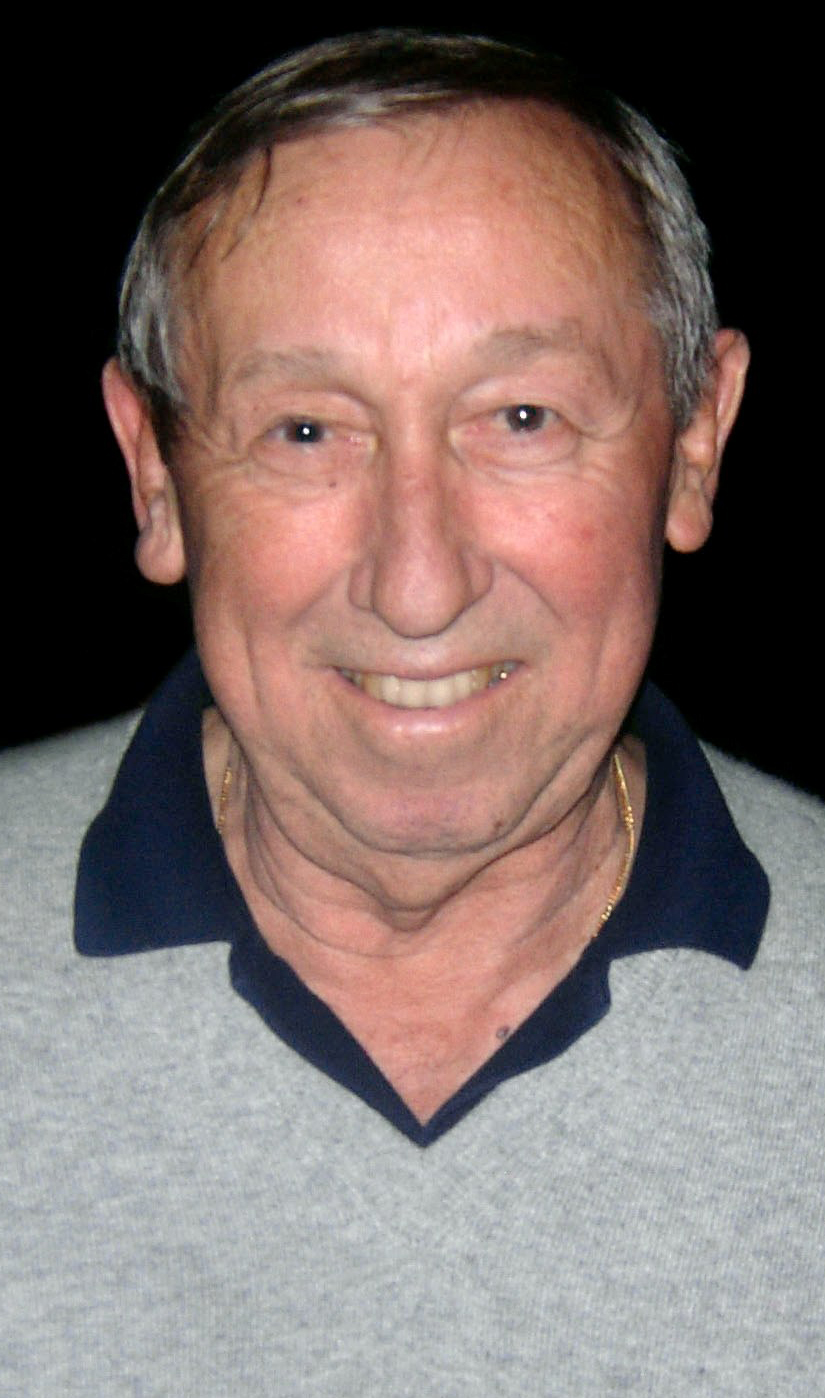
Roy Edward Disney

Roy Edward Disney, KCSG (Los Angeles, 10 januari 1930 - 16 december 2009) was een Amerikaanse zakenman. Hij was jarenlang verantwoordelijk voor diverse bestuurlijke functies binnen The Walt Disney Company, die opgericht was door zijn vader Roy Oliver Disney en zijn oom Walt Disney. In 2009 was hij nog steeds een grote aandeelhouder (de op twee na grootste) en hij was sinds eind 2005 een adviseur voor het bedrijf als "Director Emeritus". Hiernaast was hij bestuursvoorzitter van zijn eigen investeringsbedrijf Shamrock Holdings en een van de rijkste mensen ter wereld (US$ 900 miljoen in 2005).
Hij stond het best bekend om zijn vergaande acties voor het verwijderen van twee voormalige Disney-topmannen: Ron Miller in 1984 en Michael Eisner in 2005 (samen met zakenpartner Stanley Gold).
Roy E. Disney stierf op 16 december 2009. Hij werd 79 jaar en streed reeds lange tijd tegen kanker.

## Stamboom
|                  |                  |                  |                  |                       |                       |                       |                       |                       |                       |                       |                       |                       |                       |  |  |                       |                       |                       |                       |                       |                       |  |  |                        |                        |                        |                        |                        |                        |  |  | Elias Disney | Elias Disney | Elias Disney | Elias Disney | Elias Disney      | Elias Disney      |                   |                   | Flora Call        | Flora Call        | Flora Call        | Flora Call        | Flora Call        | Flora Call        |  |  |                     |                     |                     |                     |                     |                     |  |  |                   |                   |                   |                   |                   |                   |  |  |                   |                   |                   |                   |                   |                   |                  |                  |                          |                          |                          |                          |                          |                          |  |  |
|                  |                  |                  |                  |                       |                       |                       |                       |                       |                       |                       |                       |                       |                       |  |  |                       |                       |                       |                       |                       |                       |  |  |                        |                        |                        |                        |                        |                        |  |  | Elias Disney | Elias Disney | Elias Disney | Elias Disney | Elias Disney      | Elias Disney      |                   |                   | Flora Call        | Flora Call        | Flora Call        | Flora Call        | Flora Call        | Flora Call        |  |  |                     |                     |                     |                     |                     |                     |  |  |                   |                   |                   |                   |                   |                   |  |  |                   |                   |                   |                   |                   |                   |                  |                  |                          |                          |                          |                          |                          |                          |  |  |
|                  |                  |                  |                  |                       |                       |                       |                       |                       |                       |                       |                       |                       |                       |  |  |                       |                       |                       |                       |                       |                       |  |  |                        |                        |                        |                        |                        |                        |  |  |              |              |              |              |                   |                   |                   |                   |                   |                   |                   |                   |                   |                   |  |  |                     |                     |                     |                     |                     |                     |  |  |                   |                   |                   |                   |                   |                   |  |  |                   |                   |                   |                   |                   |                   |                  |                  |                          |                          |                          |                          |                          |                          |  |  |
|                  |                  |                  |                  |                       |                       |                       |                       |                       |                       |                       |                       |                       |                       |  |  |                       |                       |                       |                       |                       |                       |  |  |                        |                        |                        |                        |                        |                        |  |  |              |              |              |              |                   |                   |                   |                   |                   |                   |                   |                   |                   |                   |  |  |                     |                     |                     |                     |                     |                     |  |  |                   |                   |                   |                   |                   |                   |  |  |                   |                   |                   |                   |                   |                   |                  |                  |                          |                          |                          |                          |                          |                          |  |  |
| Louise Rose Rast | Louise Rose Rast | Louise Rose Rast | Louise Rose Rast | Louise Rose Rast      | Louise Rose Rast      |                       |                       | Herbert Arthur Disney | Herbert Arthur Disney | Herbert Arthur Disney | Herbert Arthur Disney | Herbert Arthur Disney | Herbert Arthur Disney |  |  | Meredith A. Boyington | Meredith A. Boyington | Meredith A. Boyington | Meredith A. Boyington | Meredith A. Boyington | Meredith A. Boyington |  |  | Raymond Arnold Disney  | Raymond Arnold Disney  | Raymond Arnold Disney  | Raymond Arnold Disney  | Raymond Arnold Disney  | Raymond Arnold Disney  |  |  | Edna Francis | Edna Francis | Edna Francis | Edna Francis | Edna Francis      | Edna Francis      |                   |                   | Roy Oliver Disney | Roy Oliver Disney | Roy Oliver Disney | Roy Oliver Disney | Roy Oliver Disney | Roy Oliver Disney |  |  | Walter Elias Disney | Walter Elias Disney | Walter Elias Disney | Walter Elias Disney | Walter Elias Disney | Walter Elias Disney |  |  | Lilian Bounds     | Lilian Bounds     | Lilian Bounds     | Lilian Bounds     | Lilian Bounds     | Lilian Bounds     |  |  | Ruth Flora Disney | Ruth Flora Disney | Ruth Flora Disney | Ruth Flora Disney | Ruth Flora Disney | Ruth Flora Disney |                  |                  | Theodore Charles Beecher | Theodore Charles Beecher | Theodore Charles Beecher | Theodore Charles Beecher | Theodore Charles Beecher | Theodore Charles Beecher |  |  |
| Louise Rose Rast | Louise Rose Rast | Louise Rose Rast | Louise Rose Rast | Louise Rose Rast      | Louise Rose Rast      |                       |                       | Herbert Arthur Disney | Herbert Arthur Disney | Herbert Arthur Disney | Herbert Arthur Disney | Herbert Arthur Disney | Herbert Arthur Disney |  |  | Meredith A. Boyington | Meredith A. Boyington | Meredith A. Boyington | Meredith A. Boyington | Meredith A. Boyington | Meredith A. Boyington |  |  | Raymond Arnold Disney  | Raymond Arnold Disney  | Raymond Arnold Disney  | Raymond Arnold Disney  | Raymond Arnold Disney  | Raymond Arnold Disney  |  |  | Edna Francis | Edna Francis | Edna Francis | Edna Francis | Edna Francis      | Edna Francis      |                   |                   | Roy Oliver Disney | Roy Oliver Disney | Roy Oliver Disney | Roy Oliver Disney | Roy Oliver Disney | Roy Oliver Disney |  |  | Walter Elias Disney | Walter Elias Disney | Walter Elias Disney | Walter Elias Disney | Walter Elias Disney | Walter Elias Disney |  |  | Lilian Bounds     | Lilian Bounds     | Lilian Bounds     | Lilian Bounds     | Lilian Bounds     | Lilian Bounds     |  |  | Ruth Flora Disney | Ruth Flora Disney | Ruth Flora Disney | Ruth Flora Disney | Ruth Flora Disney | Ruth Flora Disney |                  |                  | Theodore Charles Beecher | Theodore Charles Beecher | Theodore Charles Beecher | Theodore Charles Beecher | Theodore Charles Beecher | Theodore Charles Beecher |  |  |
|                  |                  |                  |                  |                       |                       |                       |                       |                       |                       |                       |                       |                       |                       |  |  |                       |                       |                       |                       |                       |                       |  |  |                        |                        |                        |                        |                        |                        |  |  |              |              |              |              |                   |                   |                   |                   |                   |                   |                   |                   |                   |                   |  |  |                     |                     |                     |                     |                     |                     |  |  |                   |                   |                   |                   |                   |                   |  |  |                   |                   |                   |                   |                   |                   |                  |                  |                          |                          |                          |                          |                          |                          |  |  |
|                  |                  |                  |                  |                       |                       |                       |                       |                       |                       |                       |                       |                       |                       |  |  |                       |                       |                       |                       |                       |                       |  |  |                        |                        |                        |                        |                        |                        |  |  |              |              |              |              |                   |                   |                   |                   |                   |                   |                   |                   |                   |                   |  |  |                     |                     |                     |                     |                     |                     |  |  |                   |                   |                   |                   |                   |                   |  |  |                   |                   |                   |                   |                   |                   |                  |                  |                          |                          |                          |                          |                          |                          |  |  |
|                  |                  |                  |                  | Dorothy Louise Disney | Dorothy Louise Disney | Dorothy Louise Disney | Dorothy Louise Disney | Dorothy Louise Disney | Dorothy Louise Disney |                       |                       |                       |                       |  |  | Charles Elias Disney  | Charles Elias Disney  | Charles Elias Disney  | Charles Elias Disney  | Charles Elias Disney  | Charles Elias Disney  |  |  | Daniel (Winter) Disney | Daniel (Winter) Disney | Daniel (Winter) Disney | Daniel (Winter) Disney | Daniel (Winter) Disney | Daniel (Winter) Disney |  |  |              |              |              |              | Roy Edward Disney | Roy Edward Disney | Roy Edward Disney | Roy Edward Disney | Roy Edward Disney | Roy Edward Disney |                   |                   |                   |                   |  |  | Diane Marie Disney  | Diane Marie Disney  | Diane Marie Disney  | Diane Marie Disney  | Diane Marie Disney  | Diane Marie Disney  |  |  | Sharon Mae Disney | Sharon Mae Disney | Sharon Mae Disney | Sharon Mae Disney | Sharon Mae Disney | Sharon Mae Disney |  |  |                   |                   |                   |                   | Theodore Beecher  | Theodore Beecher  | Theodore Beecher | Theodore Beecher | Theodore Beecher         | Theodore Beecher         |                          |                          |                          |                          |  |  |